# Guy-Michel Nisas
Guy-Michel Nisas – martynikański trener piłkarski.

## Kariera trenerska
Od 2007 do 2011 prowadził narodową reprezentację Martyniki.